# 貧乏人は麦を食え
貧乏人は麦を食え（びんぼうにんはむぎをくえ）は池田勇人の国会答弁に対し、当時吉田内閣に批判的だった新聞による見出しでの表現。「本人の発言」として後世伝えられることとなった。
実際は1950年（昭和25年）12月7日（第3次吉田内閣第1次改造内閣）に、当時大蔵大臣の池田勇人が参議院予算委員会において、当時は不足していた米に関する答弁である「私は所得に応じて、所得の少ない人は麦を多く食う、所得の多い人は米を食うというような、経済の原則にそったほうへ持って行きたい」であるが、これをあるマスコミが誇張報道した影響で翌日に大蔵大臣を辞任させられた。その10年後である1960年に首相に就任した池田勇人は同年11月の総選挙（安保解散）で大勝すると、「国民所得倍増計画」を閣議決定し、日本を高度成長へと邁進させた。

## 経緯

### 参議院予算委員会の質疑
1950年12月7日、参議院予算委員会では、木村禧八郎議員（日本社会党）より高騰する米価問題への政府見解について質問され、政府側として池田勇人大蔵大臣が答弁に立った。
木村は農林大臣の広川弘禅に米価を定めるうえで、「国際的水準に早く持つて行こうという考え」で行っているかという質問を行った。広川は「農家の生産費を基礎にして考えた」として、結果的に池田の考えと同じ価格となったと答弁した。木村はこれを受けて次のように述べた。
議場からは「放言だよ、第三放言だ」「重大問題だ」と声があがり、騒然となった。広川は「池田君は少し言葉が過ぎたと私は思いますが、我々といたしましては、その土地の改良、或いは肥効等によつてどちらも得られるようにしたいと、こういう考えでおるのであります。」と答弁を行った。木村は次のように述べて池田の発言には問題があると指摘した。
池田叩きのネタをつかんだ新聞は「またやった!」と大喜びした。週刊文春の「文春写真館 「あのとき、この一枚」」によれば、この答弁が吉田内閣に批判的だった新聞により「貧乏人は麦を食え」と見出しが打たれ、池田が「そう発言した」ように広められた。

### 後世
池田が「貧乏人は麦を食え」と発言したという認識は以降も残っており、2010年代においても以下の国会議員が発言している。
- 野村哲郎（自由民主党）- 2017年3月9日 参議院農林水産委員会[11]
- 儀間光男（日本維新の会）- 2017年5月25日 参議院農林水産委員会[12]

夕刊フジのWebメディアzakzakに掲載されたコラムニスト中丸謙一朗のコラムによれば、「貧乏人は麦を食え」はマスコミによる切り取られ発言の元祖と指摘している。文意を簡潔に伝達する際の正解は定めにくく、暴言への監視も大事だが、マスコミが「第4の権力」という名をほしいままにして偏向報道によって政権をもてあそぶようなことは不健全であると批判している。
コラムニストの谷村鯛夢によれば、歴代の日本の政治家の暴言の中でのベストテンに入るとされている。そして、これは文字通りこう言ったわけではなく、マスコミによって暴言のように表現されていた言葉であったと解説している。池田勇人の発言当時は作付面積でも麦が一番の最盛期であり、日本が池田の所得倍増計画後に世界有数の経済大国になるにしたがって「貧乏人」も減り、麦畑も減っていった。1973年には、麦の作付面積は池田発言のあった1950年の10分の1弱になっていた。
2022年の毎日新聞によると秘書官だった大平正芳は、当時に言葉選びに注意してほしいと述べつつも、「米が足りなければ、ウドンとか麦で我慢するほかない」という意味であると理解を示していたことが報道された。作家の瀧澤中は2006年に、無理せず倹約すれば一時的にお金がなくても生活していける、程度の意図しかないと著書で書いている。
次女の池田紀子は、1950年当時小学生だったのに登校時に「お父さん何か言ってましたか？」と新聞記者に信濃町駅の改札まで追いかけられたことを明かし、「小学生に分かりっこないのにね。」と振り替えっている。頑張って働いて今は麦飯でも将来はみんなが白米を食べられるようになろう、という趣旨のことを言いたかったのだ、と述べている。そして当時の池田家も麦飯を食べていたことを明かしている。
この「貧乏人は麦を食え」とは後の時代になってからも報道で用いられたケースがある。例えば2022年ロシアのウクライナ侵攻では、ロシア、ウクライナという世界有数の穀物輸出国地域での紛争ということもあり、燃料高騰や為替相場が急激に円安に触れたことで、輸入食料品を中心に値上がりした。日本政府が小麦高騰のために輸入小麦の売り渡し価格を引き上げたことを受けて、大手製粉会社は業務用小麦粉などを値上げすることを発表する。このことなどから「貧乏人は麦を食え」ではなく、「米を食う」になると、小学館が運営するマネー情報サイト「マネーポストWEB」で報道された。